# Liste russischer Bildhauer
Dies ist eine Liste russischer Bildhauer. Sie umfasst Künstler aus der Zeit des Russischen Kaiserreiches, der Sowjetunion (UdSSR) und der Russischen Föderation. Darüber hinaus fanden auch einige in Russland wirkende Bildhauer anderer Länder Aufnahme. Die Liste erhebt keinen Anspruch auf Aktualität oder Vollständigkeit.

## Alphabetische Übersicht

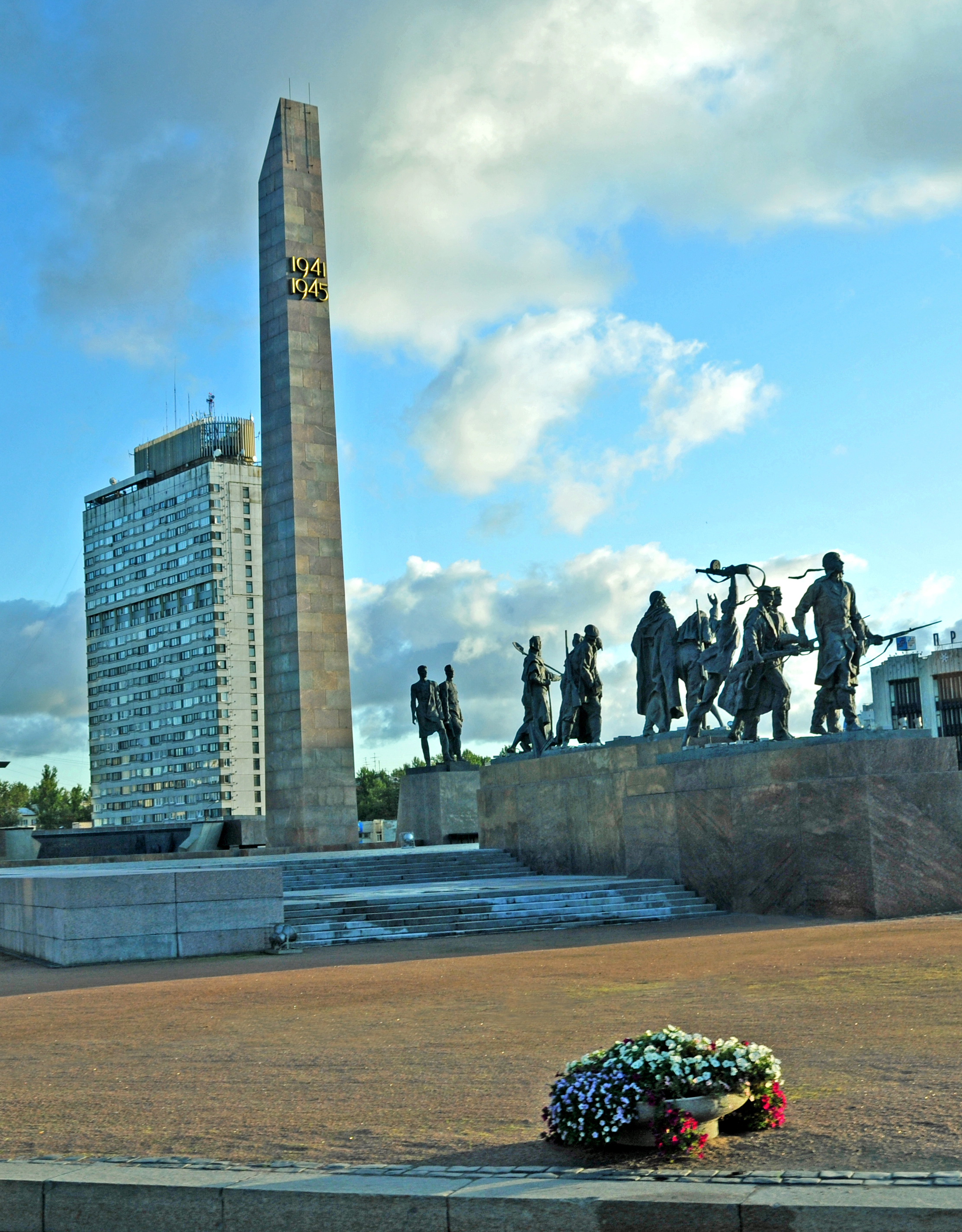
Denkmal der Verteidiger Leningrads (Michail Anikuschin, 1975), Platz des Sieges, St. Petersburg

### A
- Pierre-Louis Agie[1] (1752–1828)
- Georgi Alexejew (1881–1951)
- Sergei Aljoschin (1886–1963)
- Iow Altuchow (1884–1970)
- Michail Anikuschin (1917–1997)
- Mark Antokolski (1843–1902)
- Petro Antyp (* 1959)
- Wardkes Awakjan (1931–2024)
- Meister Awram

### B
- Michail Baburin (1907–1984)
- Robert Bach (1859–1933)
- Schigschit Bajaschalanow (* 1985)
- Fjodor Balawenski (1865–1943)
- Leonid Baranow (1943–2022)
- Dawid Begalow (1951–2013)
- Wladimir Beklemischew (1861–1919)
- Alexander Beljajew (1816–1863)
- Merab Berdsenischwili (1929–2016)
- Leo Bernstamm (1859–1939)
- Jelena Besborodowa (* 1962)
- Innokenti Bespalow (1877–1959)
- Michail Bloch (1885–1919/1920)
- Weniamin Bogoljubow (1895–1954)
- Pawel Bondarenko (1917–1992)
- Abram Braser (1892–1942)
- Wiktor Brodzki (1826–1904)
- Ļevs Bukovskis (1910–1984)
- Alexander Burganow (* 1935)
- Igor Burganow (* 1973)
- Marija Burganowa (* 1960)

### C
- Matwei Charlamow (1870–1930)
- Jean Baptiste Charlemagne-Baudet (1734–1789)
- Peter Clodt von Jürgensburg (1805–1867)

### D
- Natalja Jakowlewna Danko (1892–1942)
- Leopold-August Dietrich (1877–1954)
- Wladimir Domogazki (1876–1939)
- Michail Dronow (* 1956)
- Lazăr Dubinovschi (1910–1982)
- Wiktor Dudnik (1935–2010)
- Wiktor Dumanjan (1926–2004)

### E
- Boris Eduards (1860–1924)
- Stepan Dmitrijewitsch Ersja (1876–1959)

### F
- Andrei Faidysch-Krandijewski (1920–1967)
- Étienne-Maurice Falconet (1716–1791)
- Pjotr Fischman (* 1955)
- Wladimir Fjodorow (1926–1992)

### G
- Naum Gabo (1890–1977)
- Alexei Glebow (1908–1968)
- Wladimir Glebow (1922–2012)
- Lew Golownizki (1929–1994)
- Fjodor Gordejew (1744–1810)

### H
- Wiktor Alexandrowitsch Hartmann (1834–1873)

### I
- Wladimir Ingal (1901–1966)
- Romuald Iodko (1894–1974)
- Juri Ischchanow (1929–2009)
- Konstantin Isenberg (1859–1911)
- Wera Issajewa[2] (1898–1960)
- Anton Iwanow (1815–1848)
- Sergei Iwanow (1828–1903)

### J
- Dawid Jakerson (1896–1947)
- Grigori Jastrebenezki (1923–2022)
- Igor Jaworski (* 1967)
- Iwan Jefimow (1878–1959)
- Wassili Jermolin (etwa 1416–1483)

### K
- Fjodor Kamenski (1836–1913)
- Pawel Kamenski[3] (1858–1922)
- Lew Kerbel (1917–2003)
- Michail Kersin (1883–1979)
- Alexander Kibalnikow (1912–1987)
- Alexander Kit (* 1982)
- Konstantin Klimtschenko (1816–1849)
- Pjotr Klodt (1805–1867)
- Sergei Konjonkow (1874–1971)
- Konstantin Konstantinow (* 1943)
- Iwan Korschew (* 1973)
- Wassili Koslow[4] (1887–1940)
- Michail Koslowski (1753–1802)
- Fjodor Kowschenkow (1785–1850)
- Konstantin Kracht (1868–1919)
- Bernard Kratko (1884–1960)
- Wassili Kreitan (1832–1896)
- Stepan Kriwoschtschokow (* 1942)
- Michail Krylow (1786–1846)
- Sergei Kubassow (1945–2004)
- Konstantin Kubyschkin (* 1974), Bildhauer
- Julija Kun (1894–1980)

### L
- Nikolai Lawerezki (1837–1907)
- Wsewolod Lischew (1877–1960)
- Alexander Ljubimow[5] (1828–?)
- Juri Lochowinin (1924–1992)
- Alexander Loganowski (1810–1855)
- Dmitri Lyndin (* 1964)

### M
- Matwei Maniser (1891–1966)
- Iwan Martos (1754–1835)
- Alexander Matwejew (1878–1960)
- Sergei Merkurow (1881–1952)
- Leonid Michailjonok (1930–2011)
- Pawel Michailow[6] (1808–?)
- Michail Mikeschin (1835–1896)
- Auguste de Montferrand (1786–1858)
- Wera Muchina (1889–1953)

### N
- Stepan Nadolski (1882–1943)
- Daschi Namdakow (* 1967)
- Ernst Neiswestny (1925–2016)
- Sergei Nikitin (* 1950)
- Nikoghajos Nikoghosjan (1918–2018)

### O
- Artemi Ober (1843–1917)
- Sergei Oleschnja (* 1956)
- Alexander Opekuschin (1838–1923)
- Juri Orechow (1927–2001)
- Boris Orlowski[7] (1796–1837)
- Konrad Osner[8] (1669–1747)

### P
- Michail Perejaslawez (1949–2020)
- Nikolai Pimenow (1812–1864)
- Stepan Pimenow (1784–1833)
- Lew Pissarewski (1906–1974)
- Adelaida Pologowa (1923–2008)
- Michail Popow (1837–1898)
- Leonid Posen (1849–1921)
- Grigori Postnikow[9] (1914–1978)
- Waleri Ptschelin (* 1962)

### R
- Nikolai Ramasanow (1817–1867)
- Bartolomeo Carlo Rastrelli (1675–1744)
- Alexander Rukawischnikow (* 1950)
- Filipp Rukawischnikow (* 1974)
- Iulian Rukawischnikow (1922–2000)
- Mitrofan Rukawischnikow (1887–1946)
- Nikolai Rukawischnikow (1848–1913)
- Walentina Rybalko (1918–1991)
- Marina Ryndsjunskaja (1877–1946)

### S
- Parmen Sabello (1830–1917)
- Witali Saikow (1924–2020)
- Oleg Sakomorny (* 1968)
- Hugo Salemann (1859–1919)
- Robert Salemann (1813–1874)
- Gawriil Samarajew (1758–1823)
- Pjotr Samonow (1863–1930er Jahre)
- Beatrissa Sandomirskaja (1894–1974)
- Ara Sargsjan (1902–1969)
- Iwan Schadr[10] (1887–1941)
- Sergei Scharow (* 1945)
- Michail Schemjakin[11] (* 1943)
- Iwan Schreder[12] (1835–1908)
- Feodossi Schtschedrin (1751–1825)
- Fedot Schubin (1740–1805)
- Gawriil Schulz (1903–1984)
- Sergei Selichanow (1917–1976)
- Jakow Semelgak (1751–1812)
- Konstantin Sibirjakow (1854–nach 1908)
- Alexander Slatowratski (1878–1960)
- Juri Slotja (* 1958)
- Pawel Sokolow (1764–1835)
- Tatjana Sokolowa
- Pjotr Stawasser (1816–1850)
- Robert Stigell (1852–1907)
- Solomon Strasch (1870–1934)
- Samson Suchanow (1766–1844)
- Serafim Sudbinin (1867–1944)
- Ludwig Karol Szodki (1858–1935)

### T
- Olga Tajoschnaja (1911–2007)
- Johannes Takanen (1849–1885)
- Alexander Terebenjow[13] (1815–1859)
- Iwan Terebenjow (1780–1815)
- Nikolai Tokarew (1787–1866)
- Nikolai Tomski (1900–1984)
- Paolo und Agostino Triscornia (1757–1833, 1761–1824)
- Wassili Trochimtschuk (1949–1998)
- Pawel Trubezkoi (1866–1938)
- Matwei Tschischow (1838–1916)
- Ghukas Tschubarjan (1923–2009)
- Dmitri Tugarinow (* 1955)
- Andrei Wladimirowitsch Tyrtyschnikow (* 1980)

### V
- Marie Vassilieff (1884–1957)

### W
- Sergei Wakar (1928–1998)
- Wladimir Waskin (1941–2022)
- Gennadi Wassiljew (1940–2011)
- Wassili Watagin (1884–1969)
- Pius Weloński (1849–1931)
- Sergei Werchowzew (1843–1893)
- Adele Werner (1869–nach 1930)
- František Winkler (1884–1956)
- Iwan Witali (1794–1855)
- Sergei Wolnuchin[14] (1859–1921)
- Jewgeni Wutschetitsch (1908–1974)

### Z
- Dmitri Zaplin (1890–1967)
- Surab Zereteli (1934–2025)
- Wladimir Zimmerling (1931–2017)